# Норкросс (Джорджія)
Норкросс (англ. Norcross) — місто (англ. city) в США, в окрузі Гвіннетт штату Джорджія. Населення — 17 209 осіб (2020).

## Географія
Норкросс розташований за координатами 33°56′24″ пн. ш. 84°12′38″ зх. д. / 33.94000° пн. ш. 84.21056° зх. д. (33.940136, -84.210556).  За даними Бюро перепису населення США в 2010 році місто мало площу 12,05 км², з яких 12,02 км² — суходіл та 0,03 км² — водойми. В 2017 році площа становила 15,91 км², з яких 15,84 км² — суходіл та 0,06 км² — водойми.

## Демографія
Згідно з переписом 2010 року, у місті мешкало 9116 осіб у 3161 домогосподарстві у складі 2090 родин. Густота населення становила 756 осіб/км².  Було 3576 помешкань (297/км²).
Расовий склад населення:
| - 40,8 % — білих - 19,8 % — чорних або афроамериканців - 12,8 % — азіатів - 0,7 % — корінних американців - 0,1 % — вихідців з тихоокеанських островів - 21,5 % — осіб інших рас |

До двох чи більше рас належало 4,3 %. Частка іспаномовних становила 39,4 % від усіх жителів.
За віковим діапазоном населення розподілялося таким чином: 27,0 % — особи молодші 18 років, 66,7 % — особи у віці 18—64 років, 6,3 % — особи у віці 65 років та старші. Медіана віку мешканця становила 31,6 року. На 100 осіб жіночої статі у місті припадало 105,5 чоловіків;  на 100 жінок у віці від 18 років та старших — 104,6 чоловіків також старших 18 років.
Середній дохід на одне домашнє господарство  становив 60 443 долари США (медіана — 39 519), а середній дохід на одну сім'ю — 63 118 доларів (медіана — 40 131). Медіана доходів становила 30 540 доларів для чоловіків та 29 865 доларів для жінок. За межею бідності перебувало 29,6 % осіб, у тому числі 44,1 % дітей у віці до 18 років та 15,0 % осіб у віці 65 років та старших.
Цивільне працевлаштоване населення становило 7434 особи. Основні галузі зайнятості: будівництво — 21,1 %, науковці, спеціалісти, менеджери — 14,4 %, роздрібна торгівля — 11,8 %, виробництво — 10,0 %.